# 迈敬县
迈敬县（泰語： [máːj kɛ̀n]；拼音：Mai Kaen），是泰国南部北大年府的一个县。总面积55.2平方公里，总人口11269人，人口密度204.1人/平方公里（2005年）。

## 行政区划
迈敬县辖有4个区，17个村。